# Mapo (Zeitung)

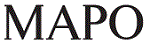
Logo der Zeitung

Mapo ist der Name einer Tageszeitung in Albanien. Gegründet wurde sie 2010 von Henri Çili, einem Akademiker und Unternehmer, der auch zu den Gründern der Europäischen Universität von Tirana gehört und einen eigenen Verlag besitzt. Mittlerweile ist Çili offiziell nur mehr ein Sponsor der Zeitung. Die Mapo steht jedoch weiterhin dieser Universität nahe. Chefredakteur ist Arion Sulo.